# Confederação Brasileira de Atletismo
Confederação Brasileira de Atletismo (CBAt) – brazylijska narodowa federacja lekkoatletyczna, która należy do CONSUDATLE. Siedziba znajduje się w mieście São Paulo, a prezesem jest Jose Antonio Martins Fernandes.
Federacja została założona w 1914 roku i była przyjęta do IAAF w 1924 roku.
CBAt została założona w dniu 2 grudnia 1977 roku i zastąpiła wcześniej działającą Federação Brasileira de Sportes Atleticos.